# Handball-Bayernliga 1990/91
Die Handball-Bayernliga 1990/91 wurde unter dem Dach des „Bayerischen Handballverbandes“ (BHV) organisiert, sie ist die höchste Spielklasse des Landesverbandes Bayern und wurde hinter der Handball-Regionalliga als vierthöchste Spielklasse im deutschen Ligensystem eingestuft.

## Saisonverlauf
Die Handball-Bayernliga 1990/91 war die dreiunddreißigste Ausspielung der Handball-Bayernligasaison. Bayerischer Meister sowie Aufsteiger in die Regionalliga Süd war der HSC Bad Neustadt. Vizemeister mit Aufstiegsrecht wurde der TV 1877 Lauf.

### Modus
Zwölf Mannschaften spielten eine Hin- und Rückrunde um die „Bayerische Meisterschaft“ und den Aufstieg in die Regionalliga Süd. Die Plätze elf bis zwölf waren Absteiger in die beiden Staffeln der Landesliga. Der Modus war für Männer und Frauen gleich.

## Teilnehmer und Platzierungen
Nicht mehr dabei waren die Auf- und Absteiger aus der Vorsaison. Neu dabei waren die Aufsteiger (N) aus den Landesligen. Im Verlaufe der Saison traten zwölf Mannschaften in der Bayernliga an.

### Abschlusstabelle
Saison 1990/91 
|     | Mannschaft            | Spiele | Punkte |
| --- | --------------------- | ------ | ------ |
| 1.  | HSC Bad Neustadt      | 22     | 33:11  |
| 2.  | TV 1877 Lauf          | 22     | 28:16  |
| 3.  | TG 1848 Kitzingen (N) | 22     | 27:17  |
| 4.  | TB 03 Roding (N)      | 22     | 25:19  |
| 5.  | TV Eggenfelden        | 22     | 23:21  |
| 6.  | SC Freising           | 22     | 23:21  |
| 7.  | BSV 1898 Bayreuth     | 22     | 23:21  |
| 8.  | 1. FC Nürnberg (N)    | 22     | 22:22  |
| 9.  | Bayreuther TS 1861    | 22     | 21:23  |
| 10. | TSV 1861 Zirndorf     | 22     | 20:24  |
| 11. | TG 1861 Heidingsfeld  | 22     | 16:28  |
| 12. | TSV München-Ost       | 22     | 3:41   |

(N) = neu in der Liga

Bereich des „Bayer. Handballverbandes“ (BHV)

  Bayerischer Meister und Aufsteiger zur Regionalliga Süd 1991/92
  Aufsteiger zur Handball-Regionalliga Süd 1991/92
 Für die Bayernliga 1991/92 qualifiziert

## Handball-Bayernliga (Frauen) 1990/91
- Der SG DJK/FCA Augsburg wurde Bayerischer Meister und hat sich für die Regionalliga Süd der Frauen qualifiziert.